# Regimiento de macheteros de Azua
El Regimiento de Macheteros de Azua fue un regimiento de milicianos que participó en la Guerra de Independencia de la República Dominicana bajo las órdenes de Nicolás Mañón.
Su frente de acción fue el Fuerte Resolí. Salieron triunfantes en la Batalla de Azua del 19 de marzo al hacer una carga a machete que mermó considerablemente el regimiento haitiano que avanzaba por el Camino de El Barro.
- Datos: Q6103862